# Associazione Sportiva Giovanile Nocerina 2012-2013
Questa voce raccoglie le informazioni riguardanti l'Associazione Sportiva Giovanile Nocerina nelle competizioni ufficiali della stagione 2012-2013.

## Stagione
La squadra viene collocata nel girone B di Lega Pro Prima Divisione, ridotto a sedici squadre. In estate viene sfoltita gran parte della rosa, tra le cui cessioni spiccano quelle di Diego Farias (al Padova), Luigi Castaldo e Emanuele Catania (entrambi ceduti ai cugini dell'Avellino); ma la società decide di riconfermare Gaetano Auteri in panchina e Marcello Pitino come direttore sportivo. Tra i calciatori reduci dal torneo di Serie B restano Aldegani, De Franco, Bruno, Negro, il rientrante De Liguori e soprattutto Merino; l'intento è l'immediata risalita in cadetteria. Tra i nuovi acquisti i difensori Crescenzi, Chiosa e Baldan, i centrocampisti Garufo e Daffara, gli attaccanti Mazzeo, Ripa e Schetter. Negli ultimi giorni di calciomercato la rosa viene rinforzata con gli arrivi del difensore Francesco Scardina, ex capitano del Cittadella, e dell'attaccante Felice Evacuo, reduce dalla promozione in B dello Spezia.
Come nella stagione precedente, in Coppa Italia l'eliminazione avviene al secondo turno. Il 5 agosto 2012 una rete di Schetter all'87' determina la vittoria per 1-0 nel derby con la Paganese, ma sette giorni dopo la Reggina si impone sul proprio campo con lo stesso risultato (a segno Ceravolo al 28').
Il campionato inizia il 2 settembre. La Nocerina, dopo non aver pareggiato per sei mesi, centra due X nei primi due turni: prima il 2-2 casalingo contro l'Andria, rimontando il doppio svantaggio negli ultimi quindici minuti, grazie alle reti di Negro e Merino, e poi lo 0-0 ottenuto a Prato. Il 16 settembre dopo un ottimo forcing molosso nel primo tempo, a sorpresa il Latina espugna il San Francesco (0-1), approfittando del calo fisico avversario a metà ripresa, colpendo al 77' con il nigeriano Agodirin.
La settimana dopo arriva il parziale riscatto grazie al secondo 0-0 consecutivo in trasferta, sul campo del Barletta.
L'ultima domenica di settembre, seconda trasferta consecutiva e quarto pari in cinque gare: a Frosinone i padroni di casa dominano il primo tempo portandosi in doppio vantaggio, ma a inizio ripresa, alla Nocerina bastano due minuti per la rimonta, grazie a un rigore trasformato da Mazzeo e una rete di Garufo.
Mercoledì 3 ottobre si disputa il primo turno della fase eliminatoria di Coppa Italia Lega Pro. I rossoneri si impongono ad Andria per 2-1 dopo i tempi supplementari, grazie alla rete decisiva di Ripa negli ultimi minuti.
Quattro giorni dopo arriva finalmente la prima vittoria in campionato: al San Francesco, le reti di Evacuo e Mazzeo, entrambe nel secondo tempo, consentono di superare 2-0 il Perugia. Lunedì 15 ottobre, nel posticipo del settimo turno la squadra va in trasferta a Catanzaro: la partita inizia in salita, con i padroni di casa che si portano in vantaggio al 13' e il primo tempo si conclude 1-0. La ripresa si rivela emozionante: la Nocerina pareggia al 57' grazie a un'autorete, ma all'80' i calabresi si portano sul 2-1, ritrovandosi anche in superiorità numerica per l'espulsione di Mazzeo, ma è qui che accade l'incredibile, perché all'88' Evacuo riagguanta il pari su punizione e si ripete due minuti dopo. La partita finisce 2-3 e la Nocerina sale a 10 punti, 8 dei quali conquistati nei secondi tempi.
Tre giorni dopo, il Lecce con una rete nei minuti di recupero del primo tempo, passa al San Francesco e supera il secondo turno di Coppa Italia Lega Pro.
Domenica 28 ottobre, sul neutro di Chieti a porte chiuse per motivi di ordine pubblico, viene disputato il derby con la Paganese, che si chiude con il risultato di 1-4 in favore degli ospiti. La prima domenica di novembre la squadra riesce a conquistare il settimo punto esterno, allungando a cinque gare la striscia di imbattibilità lontano dal San Francesco: a Pisa, i nerazzurri (secondi in classifica) vanno in vantaggio al 55', ma al 95' Nicola Russo, su assist di Evacuo, agguanta il pari. Risultato importante in vista del doppio turno casalingo.
Venerdì 9 novembre, nell'anticipo serale della decima giornata, al San Francesco si disputa il derby con l'Avellino: Evacuo, ex di turno, realizza a metà primo tempo (e poco dopo gli viene annullata quella del 2-0) la rete decisiva per i tre punti. La squadra sale al nono posto con 14 punti, ma in virtù della classifica corta si ritrova a -2 dalla zona play-off e, grazie alla contemporanea sconfitta delle due capolista Frosinone e Latina, a soli cinque punti dalla vetta. Nove giorni dopo riesce anche il bis, battendo 2-1 il Viareggio: i bianconeri chiudono in vantaggio il primo tempo; come già accaduto in altre gare i molossi riescono a ribaltare il risultato negli ultimi venti minuti. Mazzeo al 73' e il solito Evacuo in pieno recupero, consentono di raggiungere il sesto posto a quota 17 punti. Dopo la seconda sosta, venerdì 30 novembre viene disputato lo scontro diretto con il Gubbio, a quota 18. Questa volta il vantaggio iniziale di Corapi a metà del primo tempo, non basta a evitare la prima sconfitta esterna: gli umbri ribaltano il risultato vincendo per 2-1 (stesso risultato del 9 ottobre 2011 in serie B), e portandosi momentaneamente al secondo posto. Il 9 dicembre viene centrata la terza vittoria casalinga consecutiva nel derby con il Benevento: dopo soli otto minuti le squadre sono già sull'1-1, con i sanniti che rispondono su rigore al vantaggio di Daffara al 5'. Nella ripresa, Evacuo sigla un'altra doppietta (49' e 88'), e al 90' gli ospiti trovano la rete del definitivo 3-2. I molossi salgono a 20 punti (-1 dal quinto posto, -4 dal primo). La domenica successiva viene invece subìta la seconda sconfitta esterna consecutiva: la Carrarese, ultima in classifica ma reduce da quattro pareggi consecutivi (tutti per 2-2), conquista la seconda vittoria in campionato, scavalcando Sorrento e Barletta; finisce 2-1, grazie a una doppietta di Mancuso (43' e 90'), intervallata al 77' dal pari di Evacuo. Il 22 dicembre si gioca l'ultima giornata del girone andata, prima della sosta natalizia. I molossi ospitano il Sorrento, battendolo 3-1: il primo tempo si conclude 2-0 (Daffara e Mazzeo). All'inizio della ripresa gli ospiti restano in nove uomini, consentendo la terza rete siglata da Negro, e il goal della bandiera di Bernardo al 75'. La Nocerina chiude il girone di andata al quinto posto con 23 punti (6 vittorie, 5 pareggi, 4 sconfitte; 22 reti fatte, 20 reti subìte).
Il girone di ritorno inizia nel migliore dei modi. Il 6 gennaio 2013, la nona marcatura di Evacuo consente di espugnare il campo dell'Andria, ottenere la seconda vittoria esterna e scavalcare il Pisa al quarto posto. La settimana dopo la gara casalinga con il Prato viene rinviata per impraticabilità del terreno di gioco, dovuta alla pioggia. Nell'anticipo di sabato 19 c'è da affrontare la difficile trasferta di Latina, contro la capolista: a sorpresa, dopo dieci minuti Mazzeo su rigore porta in vantaggio i molossi, i quali nonostante il pareggio di Barraco al 25' e la ripresa in dieci (espulso Giuliatto), riescono a difendere l'1-1. La successiva sosta della Lega Pro 1, consente di recuperare la gara con il Prato, superato per 4-2: apre le marcature De Liguori alla mezz'ora, poi nei primi venti minuti della ripresa è un monologo rossonero, con le reti di Mazzeo, Evacuo (alla decima rete) e Negro. I toscani tentano tra il 70' e il 78' di riaprire la gara, ma inutilmente. Viene agganciato il Frosinone al terzo posto a quota 30 punti, e con 28 reti la squadra condivide con l'Avellino il miglior attacco del girone B.
Durante il mercato invernale l'operazione di maggior rilievo è sicuramente lo scambio di portieri con il Livorno: ai labronici viene ceduto Aldegani, mentre arriva in rossonero il trentenne Alfonso De Lucia; la difesa viene rinforzata con Mahamet Diagouraga dal Carpi, l'attacco con il venticinquenne Vincenzo Pepe dal Lanciano.
Il 3 febbraio arriva la sesta vittoria consecutiva al San Francesco: negli ultimi trenta minuti di gioco il Barletta viene battuto per 4-0, con le reti di Chiosa, Daffara, Evacuo e Giuliatto. La vittoria proietta i molossi al terzo posto solitario, in attesa di ricevere il Frosinone (bloccato al Matusa sull'1-1 dal Prato). Un eventuale vittoria consentirebbe di staccare i ciociari di ben cinque punti; la maggior determinazione e aggressività della Nocerina fanno la differenza, e allo scadere Evacuo firma la settima vittoria casalinga di fila, per una gara rivelatasi un importante crocevia per i play-off. La lunga rincorsa si arresta il 17 febbraio nello scontro diretto con il Perugia al Renato Curi: padroni di casa subito in goal con Fabinho dopo appena sei minuti, ma dopo tre giri di lancette Mazzeo realizza la classica rete dell'ex. Quando il pareggio sembra scontato, Rantier piazza il goal partita a recupero inoltrato. Gli umbri agganciano in classifica proprio la Nocerina, la quale mantiene nonostante tutto il terzo posto in virtù della miglior differenza reti negli scontri diretti.
Dopo la sosta, il 3 marzo si disputa la gara interna con il Catanzaro. I calabresi riescono a strappare un prezioso 1-1, che non consente ai molossi l'ottava vittoria di fila interna; giallorossi in vantaggio con Russotto al 37', Evacuo pareggia al 55'. La classifica non cambia, in quanto le dirette concorrenti (Pisa, Perugia e Avellino) pareggiano, mentre il solo Frosinone batte la capolista Latina nel derby, agganciando i toscani al quinto posto. La settimana dopo il neutro di Pisa è teatro dell'atteso derby con la Paganese; i molossi sono chiamati a riscattare il mezzo passo falso casalingo con il Catanzaro, oltre che vendicare il pesante 1-4 dell'andata a Chieti. Ci pensa Baldan al 18' a realizzare il goal che vale tre punti davvero preziosi, in quella che era la prima di tre trasferte in quattro gare, e raggiungere quota 40 punti.
Domenica 17 al San Francesco arriva il Pisa, determinato ad avvicinarsi il più possibile al quinto posto. I nerazzurri vengono sconfitti per 3-0, grazie alle reti realizzate da Corapi, Garufo ed Evacuo tra il 40' e il 75'; la Nocerina si porta a -1 dal secondo posto (anche se il Latina, sconfitto a Perugia, ha una gara da recuperare e un punto di penalizzazione).
Nel posticipo serale di lunedì 25 marzo, i molossi affrontano la complicata trasferta di Avellino contro la capolista; e infatti i biancoverdi riescono a imporsi di misura per 1-0 grazie a una rete di Raffaele Biancolino a inizio ripresa. In classifica viene conservato il quarto posto e +5 di vantaggio sulla sesta. Dopo la sosta pasquale, il 7 aprile è in programma un'altra trasferta, contro il Viareggio invischiato nella lotta playout. Ma il calendario offre due scontri diretti: il Benevento (sesto) contro il Latina (terzo), mentre il Perugia (secondo) affronta il Frosinone (quinto). Allo scadere del primo tempo Mazzeo realizza un rigore concesso per atterramento di Evacuo, mentre nella successiva mezz'ora (con i toscani in dieci) prima Nicola Russo e poi Garufo chiudono l'incontro sul 3-0; quarta vittoria esterna (la terza nel girone di ritorno) e allungo di un punto sul sesto posto (il Pisa scavalca i ciociari, superati in casa dal Perugia). Inoltre viene agganciato il Latina, superato di misura dai giallorossi campani.
La settimana successiva, nella penultima gara casalinga è di scena il Gubbio. Rispetto alla gara dell'andata, gli umbri sono staccati di ben quattordici punti e in piena lotta play-out: vantaggio molosso in chiusura di primo tempo grazie a un rigore trasformato da Mazzeo. A inizio ripresa, ospiti in inferiorità numerica, ma all'80' Galabinov gela il San Francesco e la gara finisce 1-1. Per la Nocerina è un'occasione persa per ipotecare i play-off a tre turni dalla fine; a quota 47 il distacco dal sesto posto è nuovamente di cinque punti, ma occorrerà almeno pareggiare a Benevento il 28 aprile, dopo l'ultima sosta del girone, per non complicare la classifica: i sanniti ottengono un buon pari a Frosinone, ma vengono scavalcati di un punto dal Pisa (ora quinto), che supera di misura il Viareggio.
La partita inizia in salita: dopo pochi minuti padroni di casa in vantaggio con Montiel, ma al 28' Russo riesce a pareggiare e il primo tempo finisce 1-1; all'82' Evacuo con la sua quindicesima marcatura riesce a portare a compimento l'ennesima rimonta e questa volta regala con due turni di anticipo la certezza matematica dei play-off, oltre a consentire alla squadra di espugnare il campo giallorosso dopo ben ventisette anni (1-0 in serie C1, il 5 ottobre 1986). In classifica la squadra sale a quota 50, e in virtù della sconfitta del Latina a Gubbio è di nuovo terza e a -2 dal secondo posto (il Perugia perde di misura a Viareggio). Il 5 maggio nell'ultima gara casalinga viene affrontata la Carrarese, coinvolta insieme a Barletta e Sorrento nella lotta per evitare la retrocessione diretta; Andjelkovic, Evacuo e Mazzeo regalano la quindicesima vittoria in campionato nel 3-0 finale. La classifica resta invariata, con l'Avellino che centra con un turno di anticipo la promozione diretta, e il Pisa che conquista matematicamente il quinto posto.
Nell'ultimo turno, la squadra cede in trasferta nel derby con il Sorrento, che grazie a un goal di Corsetti e una doppietta di Bernardo si assicura i play-out, a discapito della Carrarese, che in casa non va oltre l'1-1 con il Latina; risultato che consente ai pontini di piazzarsi al terzo posto e offrire il vantaggio di disputare la gara di andata al San Francesco.

### I play-off
Domenica 26 maggio è in programma la gara di andata; i molossi dovranno cercare a tutti i costi non solo di vincere, ma anche di non incassare reti, in quanto negli incontri della regular season i nerazzurri pontini sono in vantaggio di 4 punti conquistati contro 1 della Nocerina e di una differenza reti di 2-1.
La partita non è semplice e Auteri ha da recriminare per alcune decisioni arbitrali, ma al 52' è sufficiente una prodezza di Baldan a far gioire i tifosi. Sarà ora sufficiente raccogliere un pareggio a Latina. Nell'altra gara del girone, il Pisa batte 2-1 il Perugia.
Domenica 2 giugno la gara di ritorno si rivela purtroppo amara. I molossi riescono a costruire più azioni e reggere il pareggio fino al 74', quando Barraco insacca la rete che vale per i pontini l'accesso ai due spareggi finali contro il Pisa (2-2 a Perugia).

## Rosa
| N. |                     | Ruolo | Calciatore         |
| -- | ------------------- | ----- | ------------------ |
|    | Italia (bandiera)   | P     | Gabriele Aldegani  |
|    | Italia (bandiera)   | P     | Alfonso De Lucia   |
|    | Italia (bandiera)   | P     | Riccardo Ragni     |
|    | Italia (bandiera)   | P     | Giovanni Russo     |
|    | Italia (bandiera)   | D     | Francesco Scardina |
|    | Italia (bandiera)   | D     | Giuseppe Rizza     |
|    | Italia (bandiera)   | D     | Marco Baldan       |
|    | Italia (bandiera)   | D     | Marco Chiosa       |
|    | Slovenia (bandiera) | D     | Milan Anđelković   |
|    | Italia (bandiera)   | D     | Ciro De Franco     |
|    | Mali (bandiera)     | D     | Mahamet Diagouraga |
|    | Italia (bandiera)   | D     | Alberto Giuliatto  |
|    | Italia (bandiera)   | C     | Desiderio Garufo   |
|    | Italia (bandiera)   | C     | Manuel Daffara     |

| N. |                      | Ruolo | Calciatore          |
| -- | -------------------- | ----- | ------------------- |
|    | Italia (bandiera)    | D     | Luca Crescenzi      |
|    | Italia (bandiera)    | C     | Francesco Corapi    |
|    | Italia (bandiera)    | C     | Manuel Lettieri     |
|    | Italia (bandiera)    | C     | Alessandro Bruno    |
|    | Italia (bandiera)    | C     | Vincenzo De Liguori |
|    | Argentina (bandiera) | C     | Nicolás Gorobsov    |
|    | Italia (bandiera)    | C     | Daniele Bruno       |
|    | Italia (bandiera)    | A     | Felice Evacuo       |
|    | Italia (bandiera)    | A     | Fabio Mazzeo        |
|    | Italia (bandiera)    | A     | Vincenzo Pepe       |
|    | Italia (bandiera)    | A     | Maikol Negro        |
|    | Italia (bandiera)    | A     | Nicola Russo        |
|    | Spagna (bandiera)    | A     | Manuel Gavilán      |
|    | Italia (bandiera)    | A     | Felice Simonetti    |